# اچ‌تی‌تی‌پی‌اس همه‌جا
اچ‌تی‌تی‌پی‌اس همه‌جا (به انگلیسی: HTTPS Everywhere) نام افزونه‌ای برای مرورگر فایرفاکس و از سال ۲۰۱۲ برای مرورگر گوگل کروم و مرورگر اپرا است که پس از نصب، برای کمک به امنیت بیشتر کاربر، تلاش می‌کند همواره نسخه امن هر وبگاه را در صورت دارا بودن درخواست کند. این افزونه به صورت رایگان و متن باز توسط شرکت بنیاد مرزهای الکترونیکی و در هماهنگی با پروژه تور نگارش شده است.